# Hans-Jörg Hirschbühl
Hans-Jörg Hirschbühl (ur. 21 maja 1937 w Zurychu) – szwajcarski zapaśnik walczący w stylu klasycznym. Olimpijczyk z Rzymu 1960, gdzie zajął ósme miejsce w kategorii do 73 kg.
Był również bobsleistą. Zdobył brązowy medal w czwórkach na  mistrzostywach świata w 1960 w Cortinie d’Ampezzo.

## Letnie Igrzyska Olimpijskie 1960
| Konkurencja          | Rundy eliminacyjne | Rundy eliminacyjne   | Rundy eliminacyjne   | Rundy eliminacyjne       | Klas. końcowa |
| Konkurencja          | Przeciwnik I       | Przeciwnik II        | Przeciwnik III       | Przeciwnik IV            | Miejsce       |
| -------------------- | ------------------ | -------------------- | -------------------- | ------------------------ | ------------- |
| 73 kg styl klasyczny | Hicham Ido (LIB) Z | Matti Laakso (FIN) P | Robert Clark (AUS) Z | René Schiermeyer (FRA) P | 8.            |